# Viorel
Viorel  è un nome proprio di persona romeno maschile.

## Varianti
- Femminili: Viorica[1][2], Viorela[1]

## Origine e diffusione

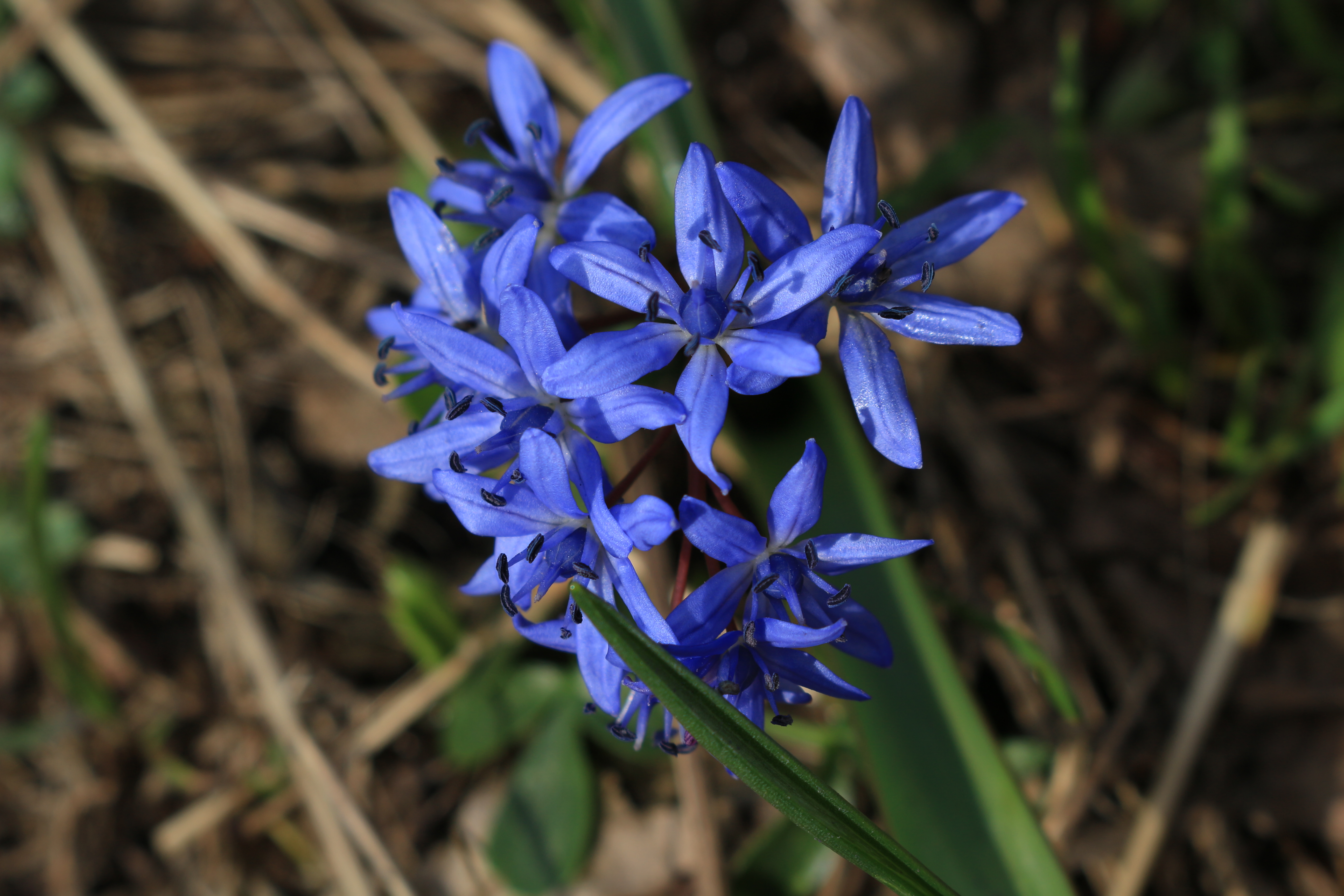
Dei fiori di scilla silvestre (Scilla bifolia)

Deriva dal termine rumeno viorea, a sua volta dal latino viola, usato per indicare vari fiori, come le campanule, le violette o la scilla silvestre. Rientra quindi in quell'ampia gamma di nomi ad ispirazione floreale, insieme con Albena, Rosa, Dalia, Hajnalka, Margherita, Boglárka, Edelweiss e via dicendo, oltre ad essere etimologicamente imparentato con Viola, Iole, Ione e Violante.

## Onomastico
Il nome è adespota, non essendo portato da alcun santo, quindi l'onomastico ricade il 1º novembre, giorno di Ognissanti.

## Persone
- Viorel Iordăchescu, scacchista moldavo
- Viorel Lis, politico rumeno
- Viorel Moldovan, calciatore e allenatore di calcio rumeno
- Viorel Năstase, calciatore rumeno
- Viorel Ștefan, politico ed economista rumeno

### Variante femminile Viorica
- Viorica Dăncilă, politica rumena
- Viorica Susanu, canottiera rumena
- Viorica Țurcanu, schermitrice rumena
- Viorica Ursuleac, soprano rumeno
- Viorica Viscopoleanu, lunghista rumena

## Il nome nelle arti
In uno dei più noti romanzi di successo dello scrittore brasiliano Paulo Coelho, La strega di Portobello, la protagonista Athena, adottata all'epoca della sua infanzia da una famiglia libanese presso un orfanotrofio rumeno della città di Sibiu, in Transilvania, sceglie il nome Viorel per il figlio, nato dal suo matrimonio con Lukas.